# Coosada
Coosada est une ville du comté d'Elmore, en Alabama, aux États-Unis. Selon les historiens, la ville prendrait son nom de Koasati, nom d'une tribu indienne, s'étant installée dans la région entre 1520 et 1535 : elle figure sur plusieurs cartes françaises, des années 1600. 

## Démographie
| 1880 | 1970 | 1980 | 1990 | 2000  | 2010  | - | - |
| ---- | ---- | ---- | ---- | ----- | ----- | - | - |
| 45   | 240  | 980  | 912  | 1 382 | 1 224 | - | - |

## Source de la traduction
- (en) Cet article est partiellement ou en totalité issu de l’article de Wikipédia en anglais intitulé « Coosada, Alabama » (voir la liste des auteurs).